# Charenton-du-Cher
Charenton-du-Cher település Franciaországban, Cher megyében. Lakosainak száma 999 fő (2022. január 1.). Charenton-du-Cher Ainay-le-Château, Braize, Saint-Bonnet-Tronçais, Arpheuilles, Coust, Le Pondy, Saint-Pierre-les-Étieux, Thaumiers és Vernais községekkel határos.

## Népesség
A település népessége az elmúlt években az alábbi módon változott:
| Lakosok száma | 1372 | 1292 | 1154 | 1114 | 1095 | 1082 | 1045 | 1023 | 1017 | 999  |
|               | 1968 | 1982 | 1990 | 2006 | 2013 | 2015 | 2017 | 2019 | 2020 | 2022 |